# Planety dolne i górne
Planety dolne i górne – podział planet Układu Słonecznego ze względu na ich położenie względem orbity Ziemi. 

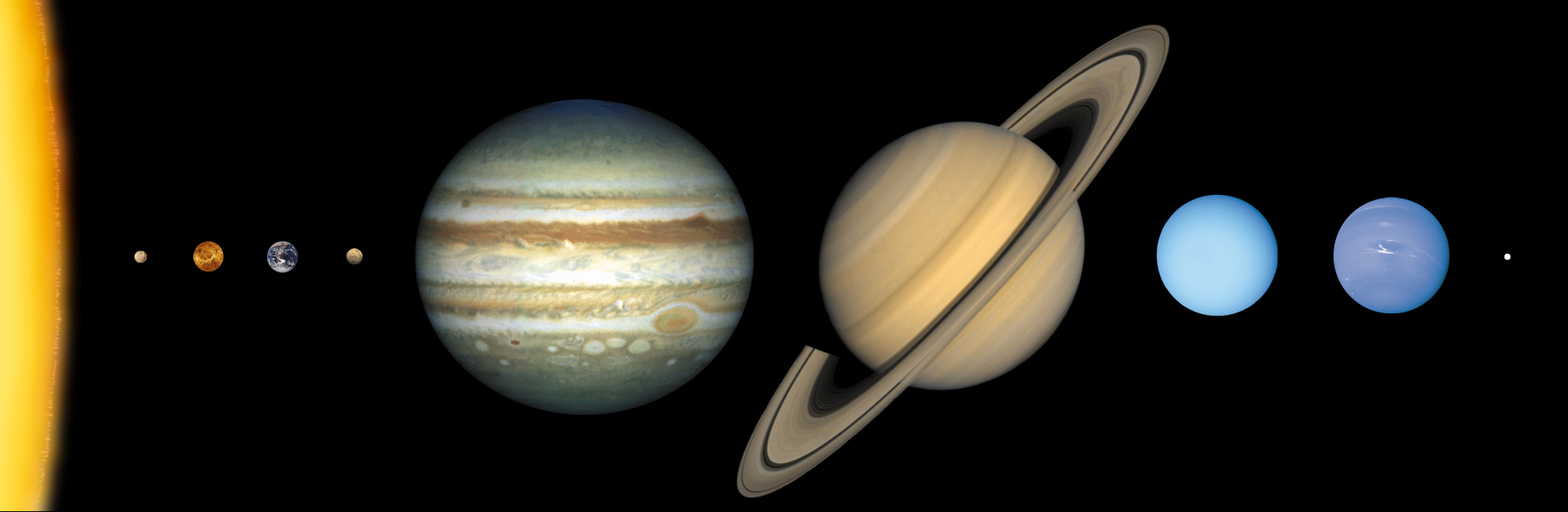
Słońce i planety Układu Słonecznego

Planety dolne, obiegające Słońce wewnątrz orbity Ziemi, to: 
- Merkury
- Wenus

Planety górne, leżące na zewnątrz orbity Ziemi, to:
- Mars
- Jowisz
- Saturn
- Uran
- Neptun

Planety dolne i górne różnią się ze względu na ich warunki obserwacyjne z Ziemi. Między innymi nie można zobaczyć przejścia na tle Słońca żadnej z planet górnych, zaś planety dolne nigdy nie znajdą się w opozycji ze Słońcem.